# تکنیک اسکن ارتعاشی الکترود
تکنیک الکترود ارتعاشی روبشی (SVET)، همچنین به عنوان پویشگر ارتعاشی در زمینه زیست شناسی شناخته می شود، یک تکنیک میکروسکوپ پویشگر روبشی (SPM) است که فرآیندهای الکتروشیمیایی را در یک نمونه، به تصویر می کشد.
در ابتدا در سال 1974 توسط (Jaffe) و (Nuccitelli )برای بررسی چگالی جریان الکتریکی در نزدیکی سلول های زنده معرفی شد.از دهه 1980، هیو آیزاکس شروع به استفاده از SVET در تعدادی از مطالعات مختلف خوردگی کرد.
SVET توزیع چگالی جریان محلی را در محلول بالای نمونه مورد نظر اندازه گیری می کند تا فرآیندهای الکتروشیمیایی را در محل به هنگام وقوع، نقشه برداری کند.برای تقویت سیگنال اندازه گیری شده از یک پویشگر استفاده می کند که عمود بر نمونه مورد نظر ارتعاش می کند.
این مربوط به تکنیک الکترود انتخابی یون اسکن (SIET) است که می تواند با SVET در مطالعات خوردگی استفاده شود و تکنیک الکترود مرجع اسکن (SRET) که پیشروی (SVET) است.

## تاریخچه
تکنیک الکترود ارتعاشی اسکن در ابتدا برای اندازه‌گیری حساس جریان‌های خارج سلولی توسط Jaffe و Nuccitelli در سال 1974 معرفی شد. Jaffe و Nuccitelli سپس توانایی این روش را از طریق اندازه‌گیری جریان‌های خارج سلولی درگیر با اندام‌های قطع شده و تولید مجدد نیوت، جریان‌های تکاملی جوجه نشان دادند. جنین ها و جریان های الکتریکی مرتبط با حرکت آمیبوئید.
در خوردگی ، تکنیک الکترود مرجع روبشی (SRET) به عنوان پیش‌ساز SVET وجود داشت و برای اولین بار به صورت تجاری و با علامت تجاری معرفی شد.
SRET یک تکنیک درجا است که در آن یک الکترود مرجع در نزدیکی سطح نمونه اسکن می شود تا توزیع پتانسیل در الکترولیت بالای نمونه را ترسیم کند. با استفاده از SRET می توان مکان های آندی و کاتدی یک نمونه خوردگی را بدون اینکه پویش فرآیند خوردگی را تغییر دهد تعیین کرد.
SVET اولین بار برای بررسی محلی فرآیندهای خوردگی توسط هیو آیزاکس به کار گرفته شد و توسعه یافت.

## اصول عملیات

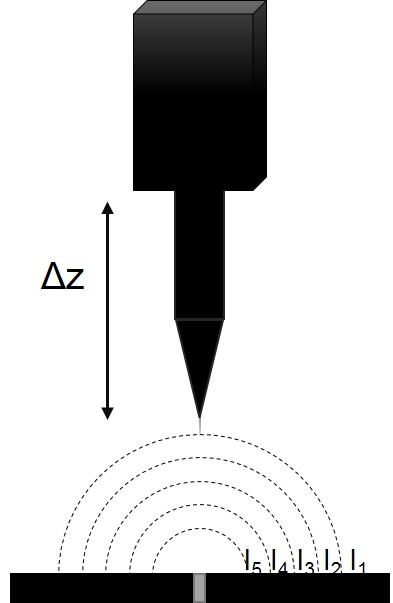
در SVET پویشگر در Z می لرزد. در طول ارتعاش، جریان را در موقعیت های مختلف از سطح نمونه اندازه گیری می کند. این اجازه می دهد تا نقشه ای از چگالی جریان محلی تهیه شود.

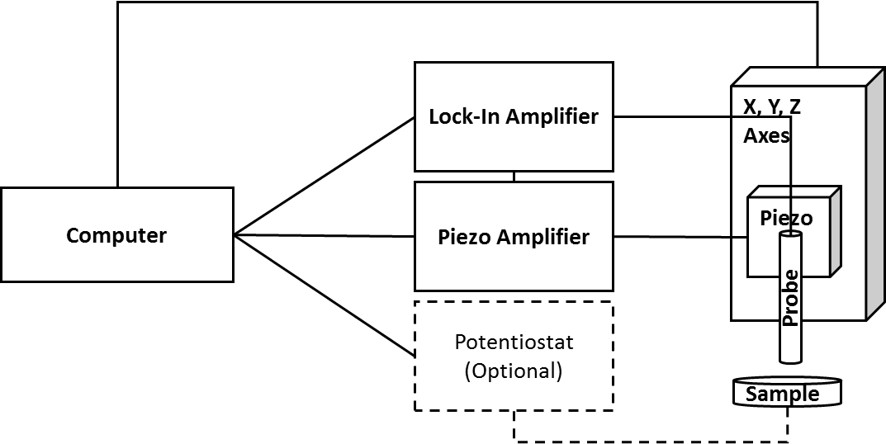
بلوک دیاگرام الکترونیک ابزار دقیق تکنیک الکترود ارتعاشی اسکن شامل پیزو، تقویت کننده قفل، سر اسکن و پویشگر.

SVET جریان های مرتبط با نمونه را در محلول با فعالیت الکتروشیمیایی طبیعی اندازه گیری می کند، یا بایاس می شود که فعالیت الکتروشیمیایی را وادار کند.در هر دو مورد، جریان از نواحی فعال نمونه به محلول تابش می کند.در یک ابزار معمولی SVET، کاوشگر بر روی یک ویبراتور پیزوالکتریک در و مرحله x ، y نصب می شود.پروب عمود بر صفحه نمونه ارتعاش می یابد و در نتیجه یک سیگنال ac اندازه گیری می شود.
سیگنال ac حاصل با استفاده از یک زاویه فاز ورودی توسط تقویت کننده قفل شناسایی و دمودوله می شود تا سیگنال dc تولید شود.
زاویه فاز ورودی معمولاً با تنظیم دستی ورودی فاز تقویت‌کننده Lock-in تا زمانی که پاسخی وجود نداشته باشد، پیدا می‌شود، سپس 90 درجه برای تعیین فاز بهینه اضافه می‌شود.
فاز مرجع همچنین می تواند به طور خودکار توسط برخی ابزارهای تجاری پیدا شود.سیگنال dc دمودوله شده که نتایج آن را می توان رسم کرد تا توزیع فعالیت محلی را منعکس کند.

در SVET، ارتعاش کاوشگر باعث اندازه گیری حساس تری نسبت به پیشینیان بدون ارتعاش می شود و همچنین باعث بهبود نسبت سیگنال به نویز می شود.ارتعاش کاوشگر بر روند مورد مطالعه در شرایط آزمایشی عادی تأثیر نمی گذارد.
سیگنال SVET تحت تأثیر تعدادی از عوامل از جمله فاصله پویش تا نمونه، هدایت محلول و پویش SVET قرار می گیرد.قدرت سیگنال در اندازه گیری SVET تحت تأثیر فاصله پروب تا نمونه قرار می گیرد.
هنگامی که همه متغیرهای دیگر برابر باشند، یک پروب کوچکتر از فاصله نمونه منجر به اندازه گیری سیگنال بزرگتر می شود.رسانایی محلول بر قدرت سیگنال در اندازه گیری های SVET تأثیر می گذارد.
با افزایش رسانایی محلول، قدرت سیگنال اندازه گیری SVET کاهش می یابد

## کاربردها
خوردگی یک حوزه کاربردی اصلی برای (SVET) است.(SVET) برای پیگیری فرآیند خوردگی و ارائه اطلاعاتی که از هیچ تکنیک دیگری امکان پذیر نیست استفاده می شود.در خوردگی برای بررسی انواع فرآیندها از جمله، اما نه محدود به، خوردگی موضعی، پوشش های خود ترمیم شونده، تک لایه های خود مونتاژ شده (SAM) استفاده شده است.(SVET) همچنین برای بررسی اثر ویژگی های محلی مختلف بر خواص خوردگی یک سیستم استفاده شده است.به عنوان مثال، با استفاده از SVET، تأثیر دانه ها و مرزهای دانه (X70) اندازه گیری شد.
تفاوت  موجود در چگالی جریان بین دانه ها و مرزهای دانه  با داده های (SVET) ، نشان می دهد دانه آندی است و مرز نسبتاً کاتدی است.
از طریق استفاده از SVET می‌توان تأثیر تغییر عرض فاصله‌دهنده آلومینیومی را بر روی جفت گالوانیکی بین فولاد و منیزیم بررسی کرد، جفتی که می‌توان آن را در خودروها یافت.افزایش عرض فاصله دهنده باعث کاهش اتصال بین منیزیم و فولاد شد.به طور کلی فرآیندهای خوردگی موضعی با استفاده از SVET دنبال شده است.
برای انواع سیستم‌ها می‌توان از SVET برای دنبال کردن جلوی ماشین‌سازی هنگام حرکت در طول نمونه در مدت زمان طولانی استفاده کرد و بینشی در مورد مکانیزم ماشین‌سازی ارائه کرد.
تعدادی از گروه ها از SVET برای تجزیه و تحلیل کارایی پوشش های خود ترمیم شونده، نقشه برداری از تغییرات فعالیت سطحی در طول زمان استفاده کرده اند.هنگامی که اندازه گیری های SVET فلزات لخت با همان فلز با پوشش هوشمند مقایسه می شود، می توان دید که چگالی جریان برای سطح پوشش داده شده کمتر است.
.Mekhalif et. al تعدادی از مطالعات را بر روی SAMهای تشکیل شده بر روی فلزات مختلف انجام داده اند تا مهار خوردگی آنها را با استفاده از SVET بررسی کنند.
مطالعات SVET نشان داد که سطوح برهنه خوردگی را تجربه می کنند، با فعالیت ناهمگن اندازه گیری شده توسط SVET. سپس از SVET برای بررسی اثر زمان اصلاح و قرار گرفتن در معرض محلول خورنده استفاده شد.هنگامی که یک SAM بدون نقص مورد بررسی قرار گرفت SVET فعالیت همگن را نشان داد.
در زمینه زیست شناسی از تکنیک کاوشگر ارتعاشی برای بررسی انواع فرآیندها استفاده شده است.
اندازه‌گیری‌های پویشگر ارتعاشی سلول‌های تومور سرطان ریه نشان داده است که میدان‌های الکتریکی بالای سلول تومور از نظر آماری بزرگ‌تر از میدان‌های الکتریکی است که روی بافت پوششی دست‌نخورده اندازه‌گیری می‌شود و سلول تومور مانند آند عمل می‌کند.
علاوه بر این، اشاره شد که اعمال میدان الکتریکی منجر به مهاجرت سلول‌های تومور می‌شود.
با استفاده از پویشگر ارتعاشی، جریان های الکتریکی درگیر در فرآیندهای بیولوژیکی که در برگ ها اتفاق می افتد اندازه گیری شده است.از طریق پویش ارتعاشی می‌توان جریان‌های الکتریکی را با دیافراگم روزنه مرتبط کرد، که نشان می‌دهد باز شدن روزنه مربوط به جریان پروتون است.
بر اساس این کار، اندازه‌گیری‌های کاوشگر ارتعاشی  همچنین رابطه‌ای بین فعالیت فتوسنتزی گیاه و جریان الکتریکی روی سطوح برگ آن را نشان می‌دهد، با تغییر جریان اندازه‌گیری شده هنگامی که در معرض انواع مختلف نور و تاریکی قرار می‌گیرد.
به عنوان مثال آخر، تکنیک پویشگر ارتعاشی در بررسی جریان های مرتبط با زخم در گیاهان و حیوانات استفاده شده است.
اندازه‌گیری کاوشگر ارتعاشی ریشه‌های ذرت نشان داد که جریان‌های بزرگ به سمت داخل با زخمی شدن ریشه همراه بوده و شدت جریان دور از مرکز زخم کاهش می‌یابد.
هنگامی که آزمایش‌های مشابهی روی زخم‌های پوست موش انجام شد، جریان‌های بیرونی بزرگ در زخم اندازه‌گیری شد و قوی‌ترین جریان در لبه زخم اندازه‌گیری شد.
توانایی کاوشگر ارتعاشی برای بررسی زخم حتی منجر به توسعه یک دستگاه پویشگر ارتعاشی دستی برای استفاده شده است.
SVET برای بررسی ماهیت رسانایی نوری  طبیعی مواد نیمه هادی، با پیروی از تغییرات در چگالی جریان مربوط به واکنش های فوتوالکتروشیمیایی استفاده شده است. با استفاده از SVET رابط الکترولیت لیتیوم / آلی، همانطور که در سیستم های باتری لیتیومی نیز مورد بررسی قرار گرفته است.
اگرچه (SVET) تقریباً به طور انحصاری برای اندازه‌گیری نمونه‌ها در محیط‌های آبی استفاده می‌شود، کاربرد آن در محیط‌های غیر آبی اخیراً  نشان داده شده است.